# Un pilote dans la Lune
Pour plus de détails, voir Fiche technique et Distribution.
Un pilote dans la Lune (Moon Pilot) est un film américain réalisé par James Neilson, sorti en 1962.

## Synopsis
L'astronaute capitaine Richmond Talbot se porte accidentellement volontaire pour faire le premier vol habité autour de la lune. On lui ordonne de garder secret le prochain vol autour de la lune même pour sa famille. En raison du secret de la mission, il est mis sous la protection de diverses agences de sécurité vigilantes. Malgré toutes les précautions, Lyrae s'approche de Talbot, une belle et mystérieuse fille « étrangère », qui semble savoir tout de la mission de l'astronaute et l'avertit de défauts possibles dans son vaisseau spatial. La comédie s'ensuit quand les agences diverses supposent qu'elle est un espion étranger.
Finalement Lyrae révèle à Talbot qu'elle est un extra-terrestre amical de la planète Lyrae Bêta et elle veut lui offrir une formule spéciale qui sauvegardera sa fusée. Enchanté par la fille, Talbot se glisse loin du FBI, la NASA et les agents de la CIA qui l'ont gardé pour passer plus de temps avec Lyrae. Finalement, quand sa fusée est lancée, Talbot découvre que Lyrae est à bord. Les deux chantent une chanson romantique de Lyrae Bêta tandis que le centre de contrôle exprime la confusion sur les transmissions bizarres.

## Fiche technique
Source IMDb
- Titre français : Un pilote dans la Lune
- Titre original : Moon Pilot
- Réalisation : James Neilson
- Scénario : Maurice Tombragel, d'après Starfire de Robert Buckner
- Musique : Paul J. Smith
- Photographie : William E. Snyder
- Montage : Cotton Warburton
- Production : Bill Anderson
- Société de production : Walt Disney Productions
- Société de distribution : Buena Vista Distribution Company
- Pays :  États-Unis
- Langue : anglais
- Format : couleur - Son mono - 35 mm - 1,75:1
- Genre : comédie, science-fiction
- Durée : 98 minutes
- Date de sortie : 
  - États-Unis : 9 février 1962 (avant-première) ; 5 avril 1962 (sortie nationale)
  - Japon : 25 août 1962
  - France : 13 février 1963
  - Finlande : 12 avril 1963
  - Danemark : 21 mai 1963
  - Allemagne de l'Ouest : 5 mars 1965

## Distribution
Source IMDb
- Tom Tryon (VF : Roland Ménard) : le capitaine Richmond Talbot
- Brian Keith (VF : Jacques Berthier) : le major général John Vanneman
- Edmond O'Brien (VF : Jacques Hilling) : McClosky
- Dany Saval : Lyrae
- Bob Sweeney (VF : Albert de Médina) : le sénateur McGuire
- Kent Smith (VF : Jean-Paul Moulinot) : le secrétaire à la Force aérienne
- Tommy Kirk : Walter Talbot
- Simon Scott (VF : Jean Claudio) : le médecin
- Bert Remsen : l'agent Brown
- Sarah Selby : Mme Celia Talbot
- Nancy Kulp (VF : Denise Bosc) : la nutritionniste (non créditée)
- Jo Anne Worley : une beatnik (non créditée)

## Origine et production
Le roman Starfire de Robert Buckner a été publié en nouvelle dans le The Saturday Evening Post et attira l'attention du studio Disney. Le scénario fait le choix d'une vision satirique du gouvernement des États-Unis, un scientifique invective un homme politique d'un « avez-vous lu notre La Science simple pour les sénateurs? » personnage qui se retrouvent donc ridiculisé alors qu'ils avaient été presque déifiés dans la série télévisuelle Man in Space.
Pour incarner le personnage principal, Disney a choisi l'un des acteurs sous contrat avec le studio, Tom Tryon qui incarné le héros de la série Texas John Slaughter. Pour la vedette féminine, et extra-terrestre, Disney a choisi Dany Saval alors estampillée « la nouvelle Brigitte Bardot » pour ses débuts américains. Ce choix d'une actrice française pour une extra-terrestre est merveilleux pour John West. Elle a été repérée par le producteur Bill Anderson dans un magazine et il prit l'avion pour Paris afin de la rencontrer. Pour soutenir ces deux jeunes acteurs, le studio les a entouré d'acteurs expérimentés et d'un chimpanzé comme enfant.
La chanson titre The Seven Moons of Beta Lyrae écrite par les frères Sherman a été publiée en disque avec la chanson The Crazy Place in Outer Space d'Annette Funicello. Le tournage du film s'est déroulé aux Studios Disney de Burbank et à San Francisco. Pour les besoins de la pré-production, le directeur artistique, accompagné de Walt Disney, est allé faire des recherches à la NASA, rencontrant le chimpanzé Ham qui revenait d'un voyage dans l'espace, parcourant les salles de contrôles de la Edwards Air Force Base. Quelques scènes de la fin du film ont été tournées près de la base dans le désert des Mojaves. La principale difficulté pour le film a été de récupérer des informations sur la capsule spatiale afin d'en reconstruire une réaliste, les documents étant classés secret défense. Une longue scène entre Talbot et son ex petite amie, située lors de la visite à la famille avant le vol spatial a été tournée mais coupée au montage pour ne pas rallonger le film.
Avant la sortie du film, le Federal Bureau of Investigation a protesté contre le portrait fait par le studio de leur services, non habilité à escorter les astronautes, le terme a été remplacé par Federal Security Officer mais l'image donnée est restée identique,. Une rumeur voudrait que J. Edgar Hoover en personne serait à l'origine de la plainte, appelant directement Walt Disney.

## Sortie et accueil
Juste avant la sortie du film, l'émission Walt Disney's Wonderful World of Color (sur NBC) du 1er avril 1962 est consacrée à la promotion du film avec un court-métrage d'animation intitulé Eyes in Outer Space (1959).
Le film a été bien accueilli par les critiques mais n'a pas rencontré le succès escompté au box-office. Les critiques ont apprécié cette prise de position réactionnaire. Bill Anderson associe cela au fait que lors de la sortie du film, la course à l'espace était devenu très sérieuse et que le rêve d'aller dans l'espace se concrétisant, une comédie n'avait plus sa place.
Le Time écrit que la principale raison d'être agréablement surpris par ce film est que Walt Disney, pas vraiment connu pour son audace socio-politique, mets dans le même sac trois institutions, le FBI, l'Air Force et la NASA. La principale cible des critiques institutionnelles est le non-sens du programme spatial. Le film n'est pas très coûteux ou ambitieux et a reçu un succès modeste mas il permet de continuer la production de film au sein du studio Disney qui espère produire cinq à six films par an. Variety écrit que le film est « c'est pays fort qui peut rire autant de ce qu'il a de plus sacré. » Pour Bosley Crowther du New York Times, le film Un pilote dans la Lune est un « divertissement pour les enfants. C'est drôle mais pas aussi spirituel que cela pourrait être ...M. Disney a fait d'un projet scientifique très réfléchi d'un homme catapulté autour la lune un épisode comique de nature généreuse. » Pour Paul V. Beckley du New York Herald Tribune le film est « une fantaisie renversante. »
Le film a été diffusé à la télévision dans l'émission Walt Disney's Wonderful World of Color sur NBC en deux épisodes le 16 janvier et le 23 janvier 1966. Le scénariste Maurice Tombragel a écrit à nouveau pour Disney, l'adaptation d'un roman devenu le film Rentrez chez vous, les singes ! (1967).
Le film a été édité en vidéo en 1986.

## Analyse
Pour Leonard Maltin, Un pilote dans la Lune est une comédie satirique sophistiquée et désarmante. L'humour est loin d'être subtil mais il fonctionne. Les scènes comiques s'articulent principalement autour du fumeur de cigare, le Général Brian Keith et de l'agent du FBI Edmond O'Brian. Dave Smith écrit que c'est la première production Disney sur l'espace lointain. Pour John West, le film est une comédie sentimentale bien jouée avec une distribution de qualité et un scénario bien écrit par Maurice Tombragel. Steven Watts écrit que Monte là-d'ssus (1961) et sa suite Après lui, le déluge (1963) présentent le gouvernement américain comme une collection de bouffons mesquins qui sous-estime et harcèle l'inventeur excentrique. Un pilote dans la Lune présente une variation de ce thème sur les forces militaires, le FBI et les agents secrets américains et britanniques. Comme dans L'Espion aux pattes de velours (1965), le studio se moque de l'agence gouvernementale constituée d'après le scénario de bureaucrates incapables. Watts ajoute que le film Un pilote dans la Lune est l'une des nombreuses comédies à budget modéré attirant le public avec de l'humour et souvent les mêmes acteurs produites après le succès de Quelle vie de chien ! (1957).
Un pilote dans la Lune marque aussi le retour de la carrière de Tom Tryon après la série télévisée Texas John Slaughter et les débuts du réalisateur James Neilson chez Disney,.